# Anthonie Oudijk

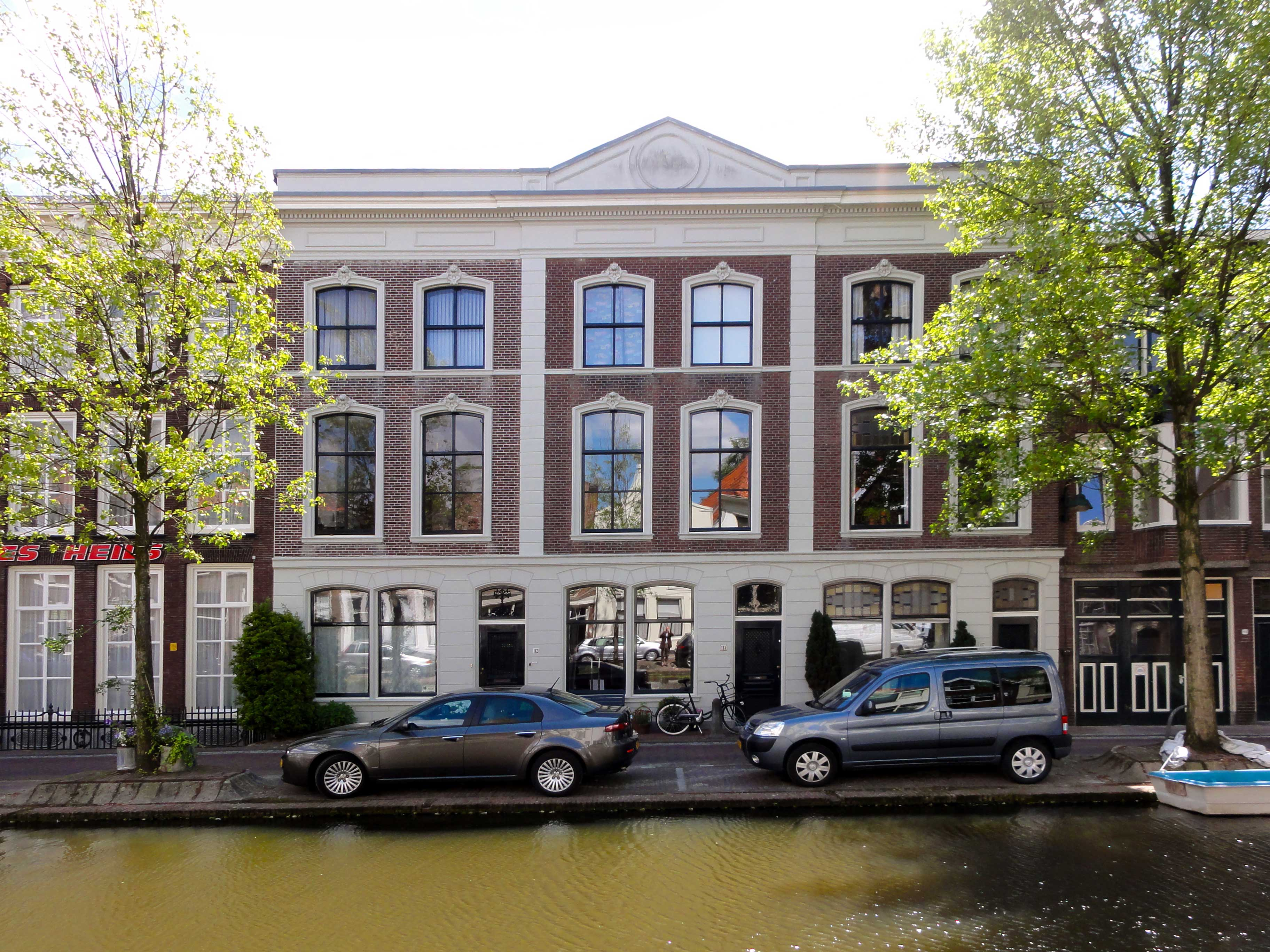
De door Oudijk in 1860 gebouwde panden aan de Turfmarkt 113 t/m 117

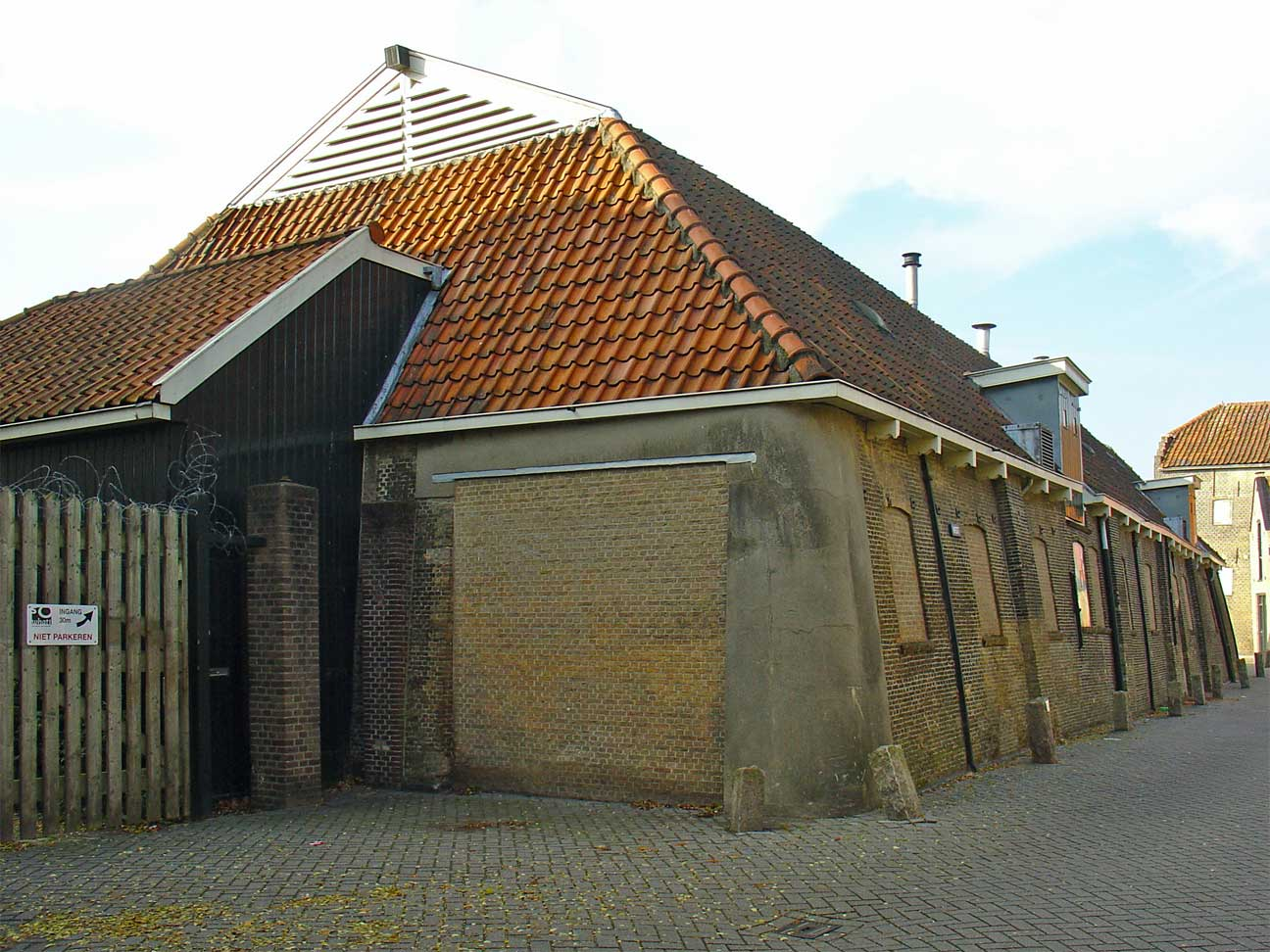
De door Oudijk gebouwde monumentale Asschuur aan de Vest te Gouda

Anthonie Oudijk (Broek nabij Moordrecht, 8 september 1811 - Gouda, 11 december 1868) was een Nederlandse timmerman, aannemer en architect.

## Leven en werk
Oudijk was een zoon van Gerrit Oudijk en van Laantje Trompert. Hij kan gezien worden als de grondlegger van het bedrijf, dat later de Verenigde Bedrijven Nederhorst N.V. zou worden en dat onderdeel is geworden van de Koninklijke BAM Groep. Oudijk vestigde zich als timmerman en aannemer aan de Turfmarkt te Gouda. Hij ontwierp ook zelfstandig gebouwen. De, als rijksmonument erkende, Asschuur aan de Vest te Gouda werd door hem in 1844 gebouwd. De monumentale panden aan de Turfmarkt 113, 115 en 117, drie woonhuizen achter één gevel, werden door Oudijk in 1860 gebouwd. In de zestiger jaren van de 19e eeuw ontwierp en bouwde hij diverse woningen aan de Fluwelensingel in Gouda. In Leiden was hij betrokken bij de bouw van het nachtverblijf van de militaire strafgevangenis. Oudijk trouwde op 31 mei 1839 te Broek met Petronella Swanenburg. Hij overleed in december 1868 op 57-jarige leeftijd in Gouda. Zijn bedrijf werd aanvankelijk voortgezet door zijn weduwe. Zij verkocht het bedrijf in 1871 aan haar zoon Gerrit Anthonie Oudijk. Deze verkocht het bedrijf nog datzelfde jaar aan de opzichter Hendrik Jan Nederhorst uit Utrecht. Nederhorst vestigde zich in Gouda en bouwde het aannemersbedrijf verder uit.

## MolenDe Waterhond
Oudijk was ook, samen met Jacob Schouten, de eigenaar van de twee eeuwenoude molen De Waterhond in Gouda. Deze koren- en pelmolen brandde op 3 juli 1858 geheel af. De molen stond naast de in dat jaar gereedgekomen kaarsenfabriek in Gouda. Oudijk was als aannemer betrokken geweest bij de bouw van deze fabriek. Schouten als mede-eigenaar van de molen had bezwaar gemaakt tegen de bouw van deze fabriek vanwege het brandgevaar. De oorzaak van de brand is nimmer opgehelderd.